# 죽도 (신안군)
죽도(竹島)는 전라남도 신안군 자은면에 있는 섬이다. 특정도서로 지정하여 관리되고 있다.

## 특정도서
죽도는 곰솔군락 식생이 양호하고, 화산역, 화산사, 화산회가 분포하여 독도 등 도서지역의 생태계보전에 관한 특별법에 의거 특정도서로 지정되었다.
- 지정번호 : 제89호
- 면적 : 20,430m2
- 지번 : 전라남도 신안군 자은면 고장리 산263